# Jeremias Wøldike (matematiker)
Jeremias Wøldike, född den 10 augusti 1736 i Köpenhamn, död där den 22 maj 1813, var en dansk matematiker. Han var son till Marcus Wøldike.
Wøldike blev student 1753, skrev olika dissertationer, däribland en matematisk, och höll som dekan vid Kommunitetet en matematisk föreläsning. År 1761 blev han magister och reste därefter utomlands med stipendium. År 1766 blev han professor i matematik och filosofi vid Sorø Akademi och 1787 professor i matematik vid universitetet. Där verkar han endast ha hållit rent elementära föreläsningar (efter Kästners böcker), och hans två universitetsprogram innehåller inget nytt.